# Windows SteadyState
Windows „Steady State“ war ein kostenloses englischsprachiges Sicherheits-Tool der Firma Microsoft, das früher unter dem Namen „Microsoft Shared Computer Toolkit“ bekannt war. Das Programm wird von Microsoft seit dem 31. Dezember 2010 nicht mehr angeboten, jedoch bieten einige Anbieter das Programm noch immer zum Download an. Der Support endete mit dem 1. Juli 2011.
Steady State war für den Einsatz an Rechnern mit Windows-XP-Betriebssystem gedacht, die sich an öffentlichen Orten befinden und vielen Personen zugänglich sind, z. B. in Bibliotheken oder Internetcafés. In der aktuellen Version 2.5 war es möglich, Steady State auch unter Windows Vista zu nutzen.
Das Programm konnte jedoch im Privatgebrauch ebenfalls verwendet werden, so dass z. B. verhindert werden konnte, dass andere Nutzer bestimmte Einstellungen ändern oder Dateien von der Festplatte löschen, indem das entsprechende Profil gesperrt wurde. Der betreffende Nutzer konnte dann scheinbar normal Änderungen an seinem Konto vornehmen, diese wurden jedoch bei der Abmeldung wieder gelöscht.
Es war ebenfalls möglich, das Ausführen unbekannter Software zu verhindern oder den Zugriff auf bestimmte Programme zu verbieten. Alle Änderungen, die während einer Sitzung vorgenommen wurden, d. h. wenn  z. B. ein Programm ausprobiert oder versehentlich eine wichtige Datei, z. B. ein Foto, gelöscht wurde, konnte dies mit der Option „Protect the Hard Disk“ im Hauptdialog von Steady State wieder rückgängig gemacht werden. Das galt auch für den Fall, dass versehentlich ein Computervirus installiert wurde. Dies war möglich, da das Programm die Systempartition in einer Cache-Datei speichern konnte (Cache.wdp), die mindestens 2 GB bis maximal 40 GB umfasste.
Sollte nicht nur das XP-System selbst, sondern auch andere Dateien und Anwendungen geschützt werden, mussten sich diese auf der Systempartition (meist Laufwerk C:) befinden. Beim Arbeiten am Rechner schrieb Steady State mit Hilfe eines Virtualisierungtreibers alle Änderungen und Daten in die erstellte Cache-Datei. Sobald der Computer neu gestartet wurde, wurden diese Dateien gelöscht und damit sämtliche Änderungen am System.